# Tampa Bay Mutiny
Il Tampa Bay Mutiny è stata una società calcistica statunitense con sede nella città di Tampa (Florida), fondata nel 1995 e scioltasi nel 2001. Dal 1996 al 2001 ha militato nella Major League Soccer, disputando le proprie partite casalinghe al Raymond James Stadium, impianto da 65.857 posti a sedere.
Nella sua storia il club ha vinto un MLS Supporters' Shield alla sua stagione di esordio (1996).

## Cronistoria
| Anno | Campionato        | Campionato       | Coppa nazionale      |
| Anno | Stagione regolare | Play-off         | Coppa nazionale      |
| ---- | ----------------- | ---------------- | -------------------- |
| 1996 | 1º posto          | Finale           | Quarti di finale     |
| 1997 | 2º posto          | Semifinale       | Quarti di finale     |
| 1998 | 5º posto          | Non qualificato  | Quarti di finale     |
| 1999 | 3º posto          | Semifinale       | Quarti di finale     |
| 2000 | 2º posto          | Quarti di finale | Ottavi di finale     |
| 2001 | 4º posto          | Non qualificato  | Sedicesimi di finale |

## Allenatori e presidenti
- 1996  Thomas Rongen
- 1997-1998  John Kowalski
- 1998-2000  Tim Hankinson
- 2001  Alfonso Mondelo
- 2001  Perry Van der Beck

## Palmarès
- MLS Supporters' Shield: 1

1996